# Comuna de Zbiczno
Zbiczno (polaco: Gmina Zbiczno) é uma gminy (comuna) na Polónia, na voivodia de Cujávia-Pomerânia e no condado de Brodnicki. A sede do condado é a cidade de Zbiczno.
De acordo com os censos de 2004, a comuna tem 4501 habitantes, com uma densidade 33,9 hab/km².

## Área
Estende-se por uma área de 132,9 quilômetros quadrados, incluindo:
- área agricola: 41%
- área florestal: 41%

## Demografia
Dados de 30 de Junho 2004:
|                      | Total   | Total | Mulheres | Mulheres | Homens  | Homens |
| -------------------- | ------- | ----- | -------- | -------- | ------- | ------ |
|                      | pessoas | %     | pessoas  | %        | pessoas | %      |
| População            | 4501    | 100   | 2226     | 49,5     | 2275    | 50,5   |
| Densidade (pop./km²) | 33,9    | 100   | 16,7     | 16,7     | 17,1    | 17,1   |

De acordo com dados de 2005, o rendimento médio per capita ascendia a 1814,29 zł.

## Subdivisões
- Brzezinki
- Ciche
- Czyste Błota
- Gaj-Grzmięca
- Lipowiec
- Najmowo
- Pokrzydowo
- Sumowo
- Sumówko
- Zastawie
- Zbiczno
- Żmijewko.

## Comunas vizinhas
- Biskupiec
- Bobrowo
- Brodnica
- Brodnica
- Brzozie
- Jabłonowo Pomorskie
- Kurzętnik